# Акулово (городской округ Клин)
Акулово — деревня в Клинском районе Московской области, в составе Городского поселения Клин. Население — 58 чел. (2010). До 2006 года Акулово входило в состав Мисирёвского сельского округа.

## Расположение
Деревня расположена в центральной части района, менее 1 км к югу от города Клин, на левом берегу реки Сестра, высота центра над уровнем моря 163 м. Ближайшие населённые пункты на противоположном берегу реки — Сохино к юго-востоку и Стреглово на юге.

## Население
| 2002 | 2006 | 2010 |
| ---- | ---- | ---- |
| 48   | ↘43  | ↗58  |